# Тимесилей
Тимесилей (Тимесилай; др.-греч. Τιμησίλεως) — тиран Синопы в V веке до н. э.
По предположению М. И. Максимовой, Тимесилей происходил из местного аристократического рода, чьи представители в течение длительного времени властвовали в Синопе, возможно, опираясь на поддержку персов. Период правления самого Тимесилея оценивается в несколько десятилетий.
В сороковых или тридцатых годах V века до н. э. до н. э. афиняне с целью укрепления контроля над причерноморскими проливами и демонстрации своего могущества предприняли большую Понтийскую морскую экспедицию, которую возглавил сам Перикл. Об этом походе известно только из сообщения Плутарха. По его свидетельству, жителям Синопы Перикл оставил эскадру из тринадцати кораблей под командованием Ламаха и отряд воинов. По мнению ряда исследователей, афиняне должны были оказать помощь в демократическом перевороте с целью свержения Тимесилея. Однако А. Б. Снисаренко указал, что тиран поддерживал дружественные отношения с Афинами. Г. Маттингли также отрицал связь между изгнанием Тимесилея и экспедицией Перикла. Впоследствии по решению Афинского народного собрания в Синопу было направлено шестьсот клерухов, чтобы они вместе с горожанами поделили дома и земли, ранее занимаемые тиранами (Ю. Г. Виноградов посчитал, что речь идёт о родственниках Тимесилея и его ближайшем окружении). По замечанию В. В. Струве и Д. П. Каллистова, в итоге, по-видимому, местная свободная беднота не приобрела больших экономических выгод от произошедших изменений. Всё же, как отметила Максимова, Синопой стали, видимо, управлять городской совет, а также сменяемые ежемесячно пританы.
Известен декрет из Ольвии в честь Тимесилея и его брата Теопропа, датируемый примерно 437 годом до н. э. Виноградов посчитал, что после изгнания они могли найти убежище в этом городе. И. Е. Суриков, не исключая возможность подобного варианта, отметил, что почести могли быть оказаны Тимесилею и тогда, когда он ещё правил Синопой.